# Kjölur
Kjölur est une région inhabitée du centre de l'Islande située entre le Langjökull à l'ouest, le Hofsjökull à l'est et les Kerlingarfjöll au sud-est. Elle est traversée par la route F35, aussi appelée Kjalvegur, qui relie le Sud-Ouest au Nord-Ouest du pays. Il s'agit d'une région désertique dépourvue de végétation, parsemée de nombreux petits lacs et parcourue par de nombreux cours d'eau qui donnent naissance aux rivières Blanda au nord et Hvita au sud. Le site de Hveravellir constitue la principale attraction de la région.